# Cakran
Cakran là một xã trong quận Fier thuộc hạt Fier, Albania. Dân số năm 2005 là 14936 người.